# Holcocerina
Holcocerina là một chi bướm đêm thuộc họ Blastobasidae.